# Mølleåen
Mølleåen – rzeka w Danii na Zelandii. Jej długość wynosi 36 km.
Mølleåen ma swoje źródło w Hettings Mose na północ od Ganløse Eged, pomiędzy jeziorami Buresø a Bastrup Sø, uchodzi zaś do Øresund. Rzeka płynie w systemie dolin roztopowych pozostałych po ostatnim zlodowaceniu. Mølleåen przepływa przez trzy jeziora: Farum Sø, Furesø i Lyngby Sø.
Mølleåen w języku duńskim oznacza „młyńską rzekę”; jej pierwotna nazwa to Lughn, czyli „spokojnie płynąca”.
Spadek Mølleåen wynosi 29–30 metrów (w dolnym biegu rzeki na 12 kilometrowym odcinku między Furesø i ujściem spadek ten jest równy 20 metrów), dlatego też już od wieków średnich budowano (i rozbudowywano) tam liczne młyny wodne – do dziś zachowało się ich 9. W XVI–XVII wieku nad rzeką powstawały manufaktury; rozwój produkcji przemysłowej (m.in. fabryka odzieży w Brede i fabryka noży w Raadvad) nastąpił w XIX wieku.
Rezerwat przyrody Mølleåen obejmuje obszar o powierzchni 50 km² wokół doliny górnego biegu rzeki.